# Termorreactor

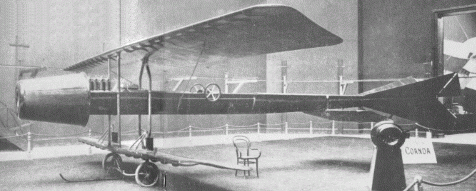
El biplano Coandă-1910 fue el primer avión en montar este tipo de motor.

Se denomina termorreactor al primitivo intento de construir un motor a reacción, en el cual un motor de combustión interna acciona el compresor para hacer funcionar la cámara de combustión y producir empuje. Se sabe de cuatro aviones que han utilizado este motor, el biplano Coandă-1910 y el Caproni Campini N.1 solamente usaban la propulsión del termorreactor, pero el Mikoyan-Gurevich I-250 y el Sukhoi Su-5 la combinaban con el funcionamiento de una hélice convencional.
- Datos: Q1545302